# Mónica Cahen D'Anvers
Mónica María Elina Susana Cahen D'Anvers (Buenos Aires, 7 de noviembre de 1934) también conocida como Mónica Mihánovich, es una periodista, presentadora y ex actriz argentina. Fue conductora del noticiero Telenoche con César Mascetti hasta 2003, por Canal 13.

## Biografía

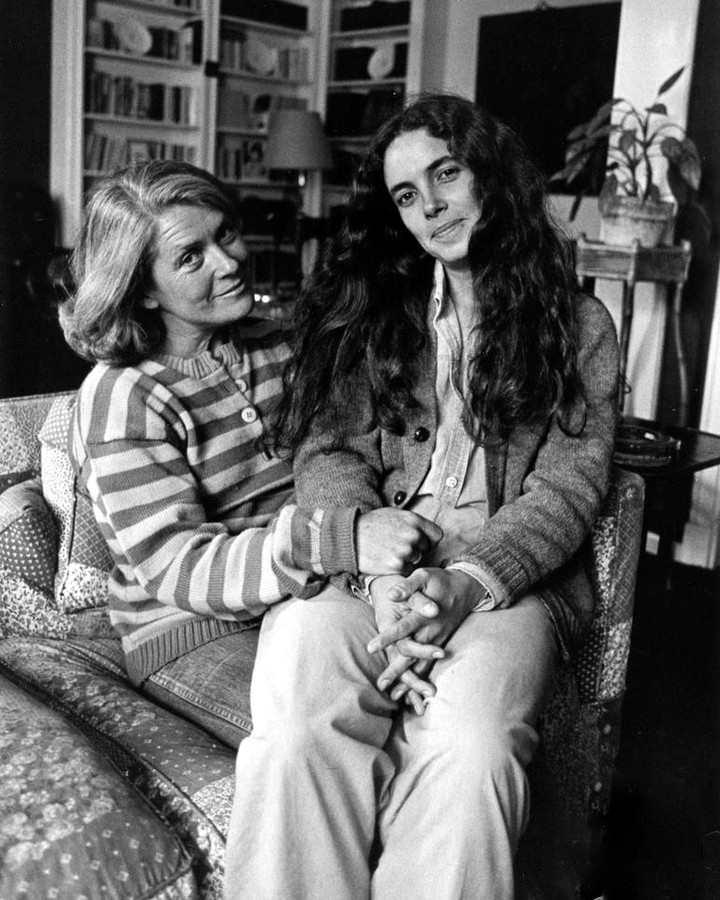
Cahen D'Anvers y su hija, la cantante Sandra Mihanovich, en 1985.

Hija del conde Gilbert Georges Louis Cahen D'Anvers ―aristócrata francés de origen judío― y de la argentina María Elina Láinez Peralta de Alvear. Cursó sus estudios secundarios en el Northlands School de Olivos y los universitarios en la Universidad de Cambridge. Obtuvo diplomas al mérito en la entrega de los premios Konex en 1981 y 1987 por su labor periodística y 25 premios Martín Fierro. En 1957 se casó con Iván Mihanovich de origen judío y de ese matrimonio nacieron Sandra Mihanovich e Iván (Vane) Mihanovich Hijo. Años después se separó de Mihanovich y desde 1978 vivió con el también periodista César Mascetti (1941-2022), con quien se casó en 2003, después de 25 años de convivencia.

## Trayectoria como actriz
Entre 1964 y 1970 trabajó en la telenovela El amor tiene cara de mujer. También entre 1964 y 1965 tuvo dos participaciones cinematográficas en las películas Con gusto a rabia y Extraña invasión, respectivamente. Volvió al cine en 1979, interpretándose a sí misma en la película Expertos en pinchazos. Realizó una participación especial en 2005, en la telenovela Los Roldán. Dejó su carrera de actriz para dedicarse de lleno al periodismo.

## Trayectoria como periodista
Mónica comenzó a trabajar como presentadora del noticiero Telenoche el 3 de enero de 1966. En el período 1966-1973 trabajó a dúo con el periodista Andrés Percivale, años después al retornar al programa en la década del 90, la acompañó César Mascetti y la presencia de ambos al frente del noticiero fue por muchos años una de las características distinguibles de esa cadena.
Entre 1978 y 1980 dirigió el programa periodístico Mónica presenta, en un principio semanal y luego de frecuencia diaria. Estuvo desde el inicio de la señal TN en 1993 
En el año 2001 fueron galardonados con el premio Martín Fierro de Oro por su trayectoria. El trabajo conjunto de la pareja Cahen D'Anvers-Mascetti se extendió hasta el año 2003, año en que dejaron de trabajar en Canal 13 y Todo Noticias. En abril de 2004 ambos comenzaron a trabajar en Radio del Plata, en un programa titulado Mónica y César, nombre con el cual se conoce a la pareja.

## Premios y reconocimientos
Algunos de ellos son:
- Premio Konex 1981 (Espectáculos): Diploma al mérito en la categoría Conductor/a.[2]
- Premio Konex 1987 (Comunicación y Periodismo): Diploma al mérito en la categoría Televisiva.[2]
- Premio Martín Fierro de Oro (2000) junto a César Mascetti.[2]
- En 2022 fue homenajeada junto a otras 14 profesionales de los medios,[5] por parte del colectivo Periodistas Argentinas, como referente e inspiradora. Este reconocimiento le fue entregado el 8 de marzo en el marco del Día Internacional de la Mujer.[6]

## Vida privada
El 7 de junio de 2004, Mónica y César se casaron en una discreta ceremonia, coronando así su romance de casi 25 años. Tienen una chacra en San Pedro (150 km al noroeste de Buenos Aires), llamada La Campiña de San Pedro de Mónica y César.
La misma puede ser visitada e incluso cuenta con un restaurante.

## Televisión
- 1965: Show Rambler
- 1966/1968: Las travesuras de Malvino (luego llamado El libro gordo de Petete)
- 1966-1973/1990-2003: Telenoche Canal 13
- 1972: La Televisión
- 1976: A mi Estilo
- 1974-1980: Mónica Informa
- 1978-1980: Mónica Presenta
- 1981-1982: Mónica y Andrés
- 1985: El Candidato
- 1986: El Personaje
- 1988-1989: Edición Especial
- Julio-diciembre de 1989: Titulares 13 Canal 13
- Enero-febrero de 1990: Canal 13 Informa, segunda edición
- 1993-1995: ¿Te Acordás, Mónica? Todo Noticias
- 1996-2003: Al Pan Pan Todo Noticias
- 1999: La Argentina de Tato Canal 13 (Michelle Pfeiffer)
- 2004: Telenoche Especial
- 2005: Los Roldan Canal 9 (Participación Especial)
- 2008-2014: Frutas de la Huerta
- 2017: Juventud Acumulada